# Карликовий удав
Карликовий удав (Ungaliophis) — рід неотруйних змій родини Удавові. Має 2 види.

## Опис
Загальна довжина представників цього роду коливається від 50 до 85 см. Голова стиснута з боків, витягнута. тулуб стрункий. Забарвлення сіре та коричневе з плямами овальної форми.

## Спосіб життя
Полюбляють тропічні ліси, плантації. Зустрічається на висоті від до 2300 м над рівнем моря. Активні вночі. Харчуються ящірками, гризунами, земноводними, птахами.
Це живородні змії. Самиці народжують до 7 дитинчат.

## Розповсюдження
Мешкають у південній Мексиці, Центральній Америці, на північному заході Південної Америки.

## Види
- Ungaliophis continentalis
- Ungaliophis panamensis